# Törő Szabolcs
Törő Szabolcs (1983. március 10. Ajka, Magyarország –) magyar kézilabdázó.
Jelenleg a Grundfos Tatabánya KC csapatát erősíti. 2010-ig a spanyol JD Arrate játékosa volt, majd 2010 és 2012 között a Pick Szeged csapatát erősítette. Karrierjét a Tatabánya Carbonex KC-nál kezdte, többek között megfordult a Dunaferr SE csapatában is. 2016 nyarán a német ötödosztályú TuS Helmlingen játékosa lett.
Több mint hatvanszoros válogatott, játszott a 2009-es vb-n és a 2010-es Eb-n is.

## Sikerei,díjai
- Nemzeti Bajnokság I:
  - Győztes: 2000
  - Ezüstérmes: 2001, 2011
  - Bronzérmes: 2002, 2006, 2007, 2008, 2009
- Magyar Kupa:
  - Győztes: 2001
  - Döntős: 2007, 2012
- EHF-kupagyőztesek Európa-kupája:
  - Elődöntős: 2002

## Fordítás
- Ez a szócikk részben vagy egészben  a   Szabolcs Törő című német Wikipédia-szócikk fordításán alapul.  Az eredeti cikk szerkesztőit annak laptörténete sorolja fel. Ez a jelzés csupán a megfogalmazás eredetét és a szerzői jogokat jelzi, nem szolgál a cikkben szereplő információk forrásmegjelöléseként.